# Hilaire-Marin Rouelle
Pour les articles homonymes, voir Rouelle.
Hilaire-Marin Rouelle, dit « le Cadet  », né le 15 février 1718 à Mathieu et mort le 7 avril 1779 à Paris, est un chimiste français. Il est le frère cadet du chimiste Guillaume-François Rouelle.

## Biographie

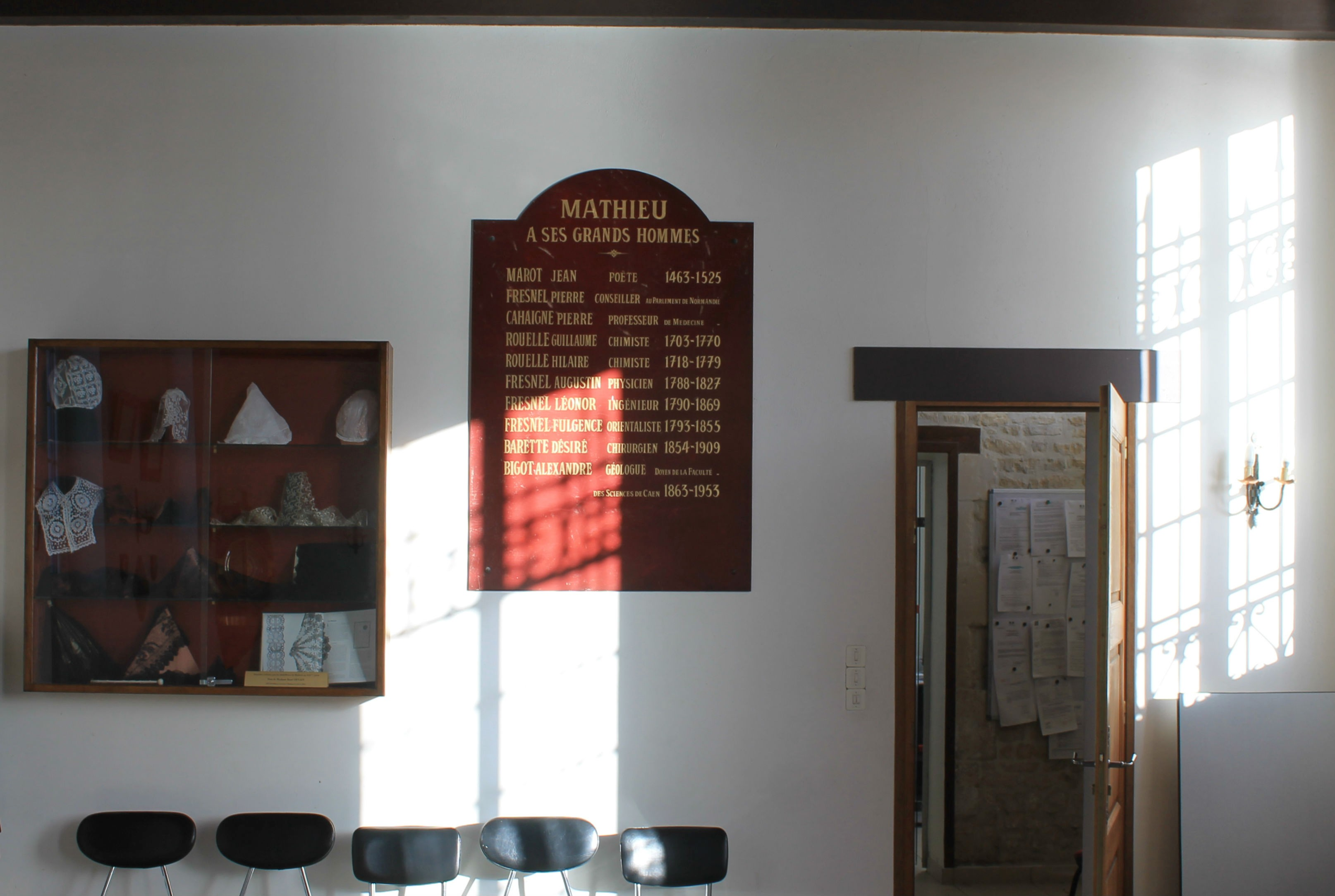
Le nom d'Hilaire-Marin Rouelle sur la plaque mentionnant les grands hommes de Mathieu, dans la salle de réception de la mairie.

Les frères Rouelle, par leurs travaux méthodiques et leurs idées neuves, ont préparé les voies de la chimie moderne.
Apothicaire du duc d’Orléans, Hilaire Marin fut associé par son ainé à ses travaux chimiques et prit part à toutes les opérations dont il fut chargé. Il lui succéda, en 1768, lorsqu’il démissionna, dans toutes ses charges comme démonstrateur au Jardin du roi. Ce savant décrit comme « modeste, plein de candeur et de droiture » découvrit l’urée en 1773 et fit paraître un Tableau de l'analyse chimique, somme de son enseignement et de celui de son frère.
Rouelle jeune publia, de 1773 à 1779, dans les journaux de Paris, et particulièrement dans le Journal de Médecine, une série de mémoires sur le sucre de lait, sur l’acide formique, sur la partie verte des plantes, sur l’eau acido-carbonique, sur les propriétés combustibles de l’hydrogène sulfuré, sur la composition des fécules, sur la composition du sang et de la sérosité hydropique, dans lesquels il décrit l’existence de la soude libre et des hydrochlorates de potasse et de soude. Il concourut au grand travail sur les monnaies, aux expériences faites, à diverses époques, à l’Arsenal et à Essonne, pour raffiner et même pour fabriquer le salpêtre par de nouvelles méthodes. En 1749, il visita, par ordre du gouvernement, quelques mines en Lorraine, et se rendit, en 1753, en Auvergne, pour en examiner d’autres dans l’intérêt d’une compagnie. En 1769, il fut, sur les instances de son frère, admis à l’Académie des sciences, mais ne fut pas aussi heureux qu’au Jardin du Roi.
Ses recherches sur l’urine des animaux, offrent également des résultats curieux, ainsi que ses analyses des eaux minérales de Leuck, en Valais, de l’acide phosphorique retiré des os, et ses recherches sur le diamant (avec Darcet). Plusieurs de ses expériences, notamment celle sur l’évaporation du diamant, lui acquirent une célébrité durable. Il constata la présence de l’or dans les cendres des végétaux, expérience qui fut répétée par tous les chimistes de son temps. Son premier Mémoire sur la présence de la potasse dans la crème de tartre devint une source abondante de découvertes. Par un second Mémoire, il fit connaître les moyens de combiner l’acide tartrique avec les bases terreuses, l’oxyde de plomb, celui d’antimoine, de fer, etc. Sa découverte, communiquée, d’après le témoignage de Darcet, dès 1748, à son ami Venel, est bien antérieure à ce que publia Marggraf sur le même sujet.
Rouelle s’occupait avec activité d’un travail sur l’étain, demandé par le gouvernement, lorsqu’une maladie aiguë, à laquelle sa constitution athlétique ne put résister, l’enleva. Ses contemporains l’auraient peut-être placé à un rang plus élevé, s’il n’avait été éclipsé, en quelque sorte, par le génie de son frère.
Il fut le maître de Lavoisier.